# Stenodynerus patagonus
Stenodynerus patagonus är en stekelart som beskrevs av Brethes 1903. Stenodynerus patagonus ingår i släktet smalgetingar, och familjen Eumenidae. Inga underarter finns listade i Catalogue of Life.